# Porträt der Anna Klammer von Weydach
Das Porträt der Anna Klammer von Weydach wurde um 1525 von Hans Maler zu Schwaz geschaffen. Es ist eines von nur zwei Porträts dieses vielfach für den Habsburger Hof in Innsbruck arbeitenden Künstlers von Frauen in bürgerlicher Kleidung.

## Dargestellte Person
Der Kunsthistoriker Kurt Löcher bestimmte die dargestellte Frau unter anderem aufgrund des Wappens der Familie Klammer von Weydach auf der Rückseite des Gemäldes als Anna Klammer von Weydach (1467–1527). Sie war die Tochter von Hans Klammer und Ursula Seyfried aus Tannheim in Tirol und heiratete 1488 den dreimaligen Kaufbeurer Stadtamtmann Hans Hörmann (1467–1525). Ihr Sohn Georg Hörmann (1491–1552) war mit Barbara Reihing, einer Cousine Anton Fuggers, verheiratet. Georg Hörmann leitete lange Zeit die Fugger-Faktorei in Schwaz.

## Beschreibung
Das Gemälde ist in Öl auf Lindenholz ausgeführt. Die Abmessungen im Hochformat betragen 36,7 cm × 29,4 cm. Die Tafel weist eine Stärke von 0,6–0,7 cm auf.
Die Porträtierte ist in einem nach halblinks gewandten Brustbild vor einem nach unten aufgehellten blauen Hintergrund dargestellt. Sie trägt über einem kragenlosen weißen Hemd eine dunkle Schaube mit grauem Pelzbesatz. Die Schaube war im späten 15. Jahrhundert zunächst ein Kleidungsstück der Herren, hielt aber bald auch Einzug in die Damenmode. Der Pelzbesatz fällt im Gegensatz zu den Männerdarstellungen Malers – mit einem ungefähr ab 1515 modischen breiten Besatz – bei der Dargestellten relativ schmal aus. Sie hat ein weißes Tuch eng um den Kopf geschlungen, über das ein weiteres, durchscheinendes Tuch gelegt ist. Das Kinnband des Kopftuchs wird von rechts kommend auf der linken Seite des Hauptes durch eine Nadel gehalten und hängt, indem es hinten um den Kopf geführt wird, über die rechte Schulter herab.
Während die detailgenaue Beobachtung bei Malers Porträts der Anna von Böhmen und Ungarn und Erzherzogin Maria im Sinne einer „wertorientierten und standesgemäßen“ Darstellung zugunsten einer allgemeinen Charakterisierung zurücktritt und deren kindlich-jugendlichen Gesichter fast puppenhafte Züge aufweisen, erscheinen die beiden Frauenbildnisse in bürgerlicher Kleidung „irdisch und real“, wobei das Porträt der Anna Klammer in der Ausführung noch feinfühliger zu sein scheint als das der Anna Schmidl.
Auf der Rückseite ist das Wappen der Familie Klammer von Weydach mit Helmzier illusionistisch auf hellroten Grund gesetzt.

## Geschichte
Auftraggeber und Grund des Auftrags sind nicht überliefert. Der Kunsthistoriker Stefan Krause sieht die Anfertigung des Gemäldes jedoch im Zusammenhang mit Anna Klammers Verwandtschaftsbeziehungen, die bis zu den Fuggern reichten. Frauen wurden im frühen 16. Jahrhundert überwiegend nur in Verbindung mit ihrem Ehemann dargestellt, wobei sie wie beim vorliegenden Bildnis die rechte (heraldisch linke) Position einnahmen, während ihren Gatten die linke (heraldisch rechte) zukam. Deshalb ist davon auszugehen, dass es auch zu diesem Porträt ein Pendant mit dem Ehemann gibt oder gab. Der Kunsthistoriker Kurt Löcher vermutete dieses Gegenstück in einem anonymen um 1520 von einem schwäbischen Meister geschaffenen Porträt, das annähernd die gleichen Dimensionen aufweist wie das der Anna Klammer. In diesem Fall hätte Hans Maler das zunächst nicht ausgeführte oder schon früh verlorene Gegenstück ergänzt bzw. ersetzt. Auslöser für die Ausführung des Porträts von Anna Klammer könnte letztlich der Tod ihres Ehemanns im Jänner 1525 gewesen sein. In Ermangelung einer Datumsangabe auf dem Bildnis selbst würde diese Theorie durch einen mit kompositorischen und stilistischen Ähnlichkeiten begründeten Datierungsversuch in die zeitliche Nähe zum Bildnis der Anna Schmidl gestützt, das laut Inschrift 1524 entstandenen ist.
Möglicherweise befand sich das Gemälde 1556 im Haus der Familie Hörmann in Kaufbeuren, da im Nachlassinventar von Annas Sohn Georg 1556 ein Porträt der „Anna Klamerin, Hanns Hörmanns Hausfrau, mit Ölfarben auf Holz, eingefaßt“ erwähnt wird. Daneben befanden sich im Nachlass Georg Hörmanns auch Porträts von ihm selbst und von Ulrich und Anton Fugger, die nach dem Kunsthistoriker Norbert Lieb wohl alle von Hans Maler stammten. Während das Porträt Georg Hörmanns als verloren gilt, ist zumindest der im Inventar beschriebene Bildtypus in den – ebenfalls 1525 entstandenen – Porträts von Ulrich („in der schwarzen Haube“) und Anton Fugger („in der guldin Haube“) überliefert.
1925 wurde das Bild der Anna Klammer in der Ausstellung alter Kunst im Kurfürstlichen Schloss in Mainz gezeigt. Die damaligen Exponate waren Leihgaben aus dem Besitz Rheinhessischer, Mainzer und ehemals Kurmainzer Familien. Das Museum Boijmans (seit 1958 Museum Boijmans Van Beuningen) bekam das Gemälde 1929 ohne dokumentierte Herkunftsangabe von sechs Rotterdamer Bürgern geschenkt. Es trägt die Inventarnummer 1485 und befindet sich im Museumsdepot.

## Befund
Der Bildträger besteht aus Lindenholz. Die Maserung verläuft vertikal. Die Malschicht reicht bis an die Ränder des Bildträgers und befindet sich in generell gutem Zustand, weist jedoch Abreibungen im Schwarz der Schaube und Kratzer im Gesicht auf. Durch Infrarot-Reflektographie wurde eine lediglich geringe Unterzeichnung nachgewiesen. Der monochrom hellrote Grund der Rückseite weist Farbverluste und Kratzer auf. Im Weiß der Wappendecke ist eine Unterzeichnung erkennbar. Eine ursprüngliche Rechtsdrehung um 45° der namensgebenden Klammer im Wappenfeld ist mit bloßem Auge sichtbar.

## Besonderheiten

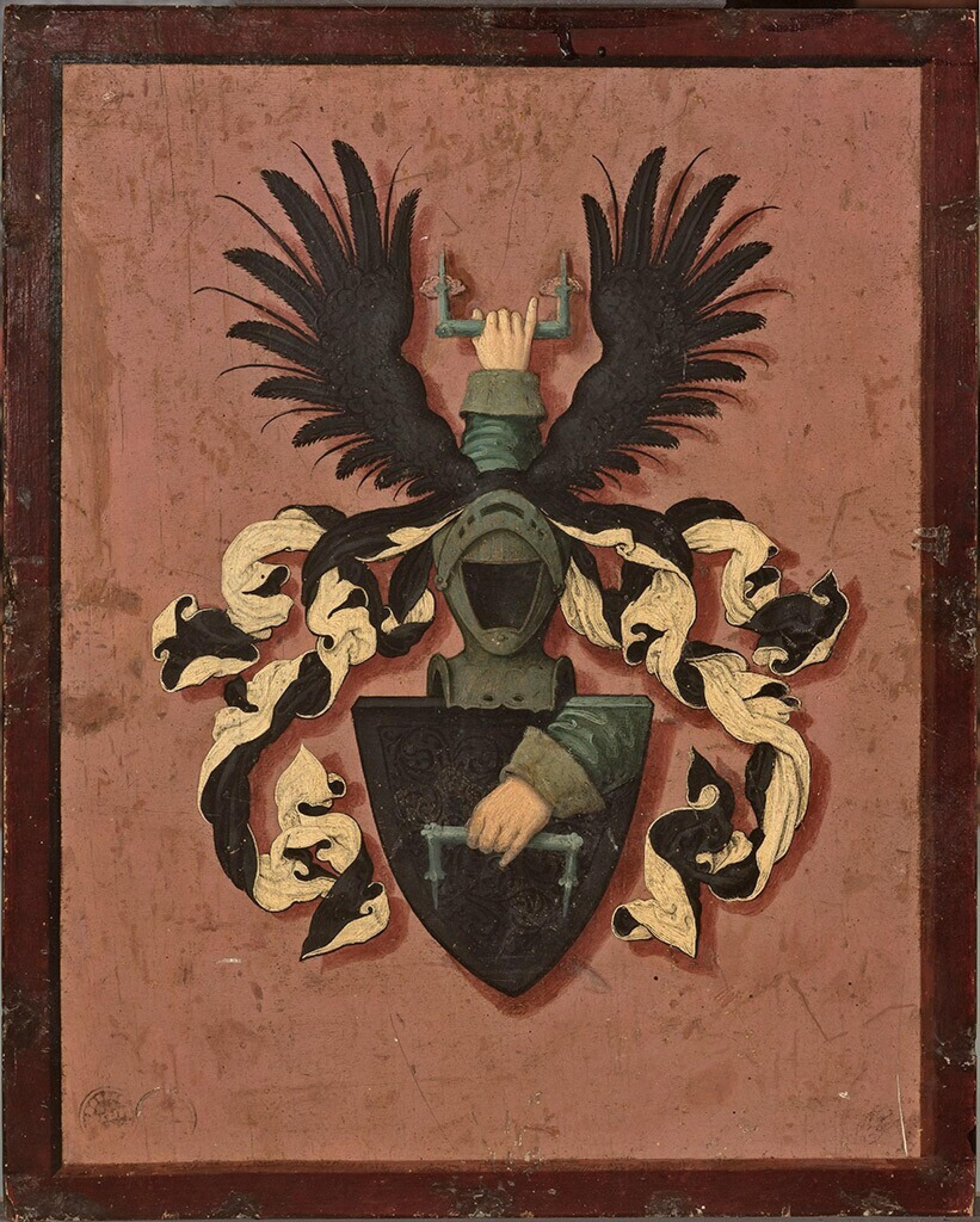
Wappen der Familie Klammer von Weydach, Rückseite des Porträts von Anna Klammer von Weydach, um 1525

Ein Porträt einer Frau in bürgerlicher Kleidung ist eine Seltenheit in Hans Malers Werk. Auch gestaltete Hans Maler nur in wenigen Fällen die Rückseite seiner Gemälde künstlerisch. Durch das dort wiedergegebene Familienwappen gelang die Zuordnung der Porträtierten zur Familie Klammer von Weydach. Ungewöhnlich für Malers Œuvre ist auch, dass das Bildfeld der Rückseite durch einen Trompe-l’œil-Rahmen eingefasst wird. Das Licht scheint dabei „von links oben“ einzufallen. Infrarotuntersuchungen Kurt Löchers zeigen, dass die Porträtierte in einem früheren Stadium des Malprozesses eine um 45° gedrehte Position einnahm. Der Saum des Tuches verlief ursprünglich oberhalb der Brauen.